# Ninos
Pour l’article homonyme, voir Ninos (prêtresse) (en).
Ne doit pas être confondu avec Minos.
Vous pouvez aider à l'améliorer ou bien discuter des problèmes sur sa page de discussion.
- Il peut contenir un travail inédit ou des déclarations non vérifiées, malgré la présence de sources, car la portée de certaines d'entre elles semble avoir été détournée de leur véritable signification par une interprétation personnelle d’un contributeur. Vous pouvez aider en mettant le texte en accord avec les sources citées. (Marqué depuis juillet 2025)
- Il peut contenir un travail inédit ou des déclarations non vérifiées. Vous pouvez l’améliorer en ajoutant des références. (Marqué depuis juillet 2025)

Vous pouvez aider à l'améliorer ou bien discuter des problèmes sur sa page de discussion.
- Il ne cite pas suffisamment ses sources. Vous pouvez indiquer les passages à sourcer avec {{référence nécessaire}} ou {{Référence souhaitée}}, et inclure les références utiles en les liant aux notes de bas de page. (Marqué depuis juillet 2017)
- Son texte doit être wikifié : il ne correspond pas à la mise en forme Wikipédia (style, typographie, liens internes, liens entre les wikis, etc.). (Marqué depuis juillet 2025)
- Il doit être recyclé. La réorganisation et la clarification du contenu sont nécessaires. (Marqué depuis juillet 2025)

- Archive Wikiwix
- Bing
- Cairn
- DuckDuckGo
- E. Universalis
- Gallica
- Google
- G. Books
- G. News
- G. Scholar
- Persée
- Qwant
- (zh) Baidu
- (ru) Yandex
- (wd) trouver des œuvres sur Wikidata

Dans la mythologie grecque, Ninos est le nom, selon les auteurs de l'époque hellénistique, du fondateur de la ville de Ninive et premier roi légendaire d'Assyrie. Il était fils de Bélus, petit-fils d'Alcée, lui-même fils d'Héraclès et de la reine Omphale, bien qu'Alcée soit le premier nom d'Héraclès dans la variante du mythe écrite par Diodore de Sicile. Un roman grec, le Roman de Ninos (it), dont ne subsistent que quatre fragments sur des papyrus racontait ses aventures et ses amours (avec Sémiramis).

## Historiographie hellénique
De nombreuses réalisations précoces lui sont attribuées, comme l'entraînement des premiers chiens de chasse et l'apprivoisement des chevaux pour l'équitation. [citation nécessaire] Pour cette réalisation, il est parfois représenté dans la mythologie grecque en tant que centaure.
Les figures du roi Ninus et de la reine Sémiramis apparaissent pour la première fois dans l'histoire de la Perse écrite par Ctésias de Cnide (vers 400 avant J.-C.), qui prétendait, en tant que médecin de la cour d' Artaxerxès II, avoir accès aux archives historiques royales. Le récit de Ctesias a été plus tard développé par Diodore de Sicile. 
Une version le donne comme fils de Bélos — Bēl ou Ba'al signifiant « seigneur » — identifié à Cronos : il aurait conquis l'Asie occidentale en 17 ans avec l'aide d'Ariaeus, roi d'Arabie, et fondé le premier empire Mésopotamien.
Mais déjà chez Hérodote (vers 450 av. J.-C.) il y a un Ninus fils de Belus parmi les ancêtres de la dynastie héraclide de Lydie, bien que Belus soit curieusement et uniquement petit-fils d' Héraclès. 
Pendant le siège de Bactres il s'éprit de Sémiramis, la femme de l'un de ses officiers, Onnès, qu'il contraignit au suicide pour épouser la belle : ils eurent un fils nommé Ninyas, ou quelquefois Dumuzi/Tammuz.
D'autre part Diodore nous fait savoir que Ninus aurait promis sa propre fille Sosane à Onnès mais qu'il aurait refusé.

Ctésias de Cnide fait commencer le règne de Ninus en -2189, et Castor de Rhodes indique qu'il dura 52 ans. Sémiramis fut accusée de sa mort, mais lui érigea un mausolée près de Babylone où se déroule le mythe de Pyrame et Thisbé.

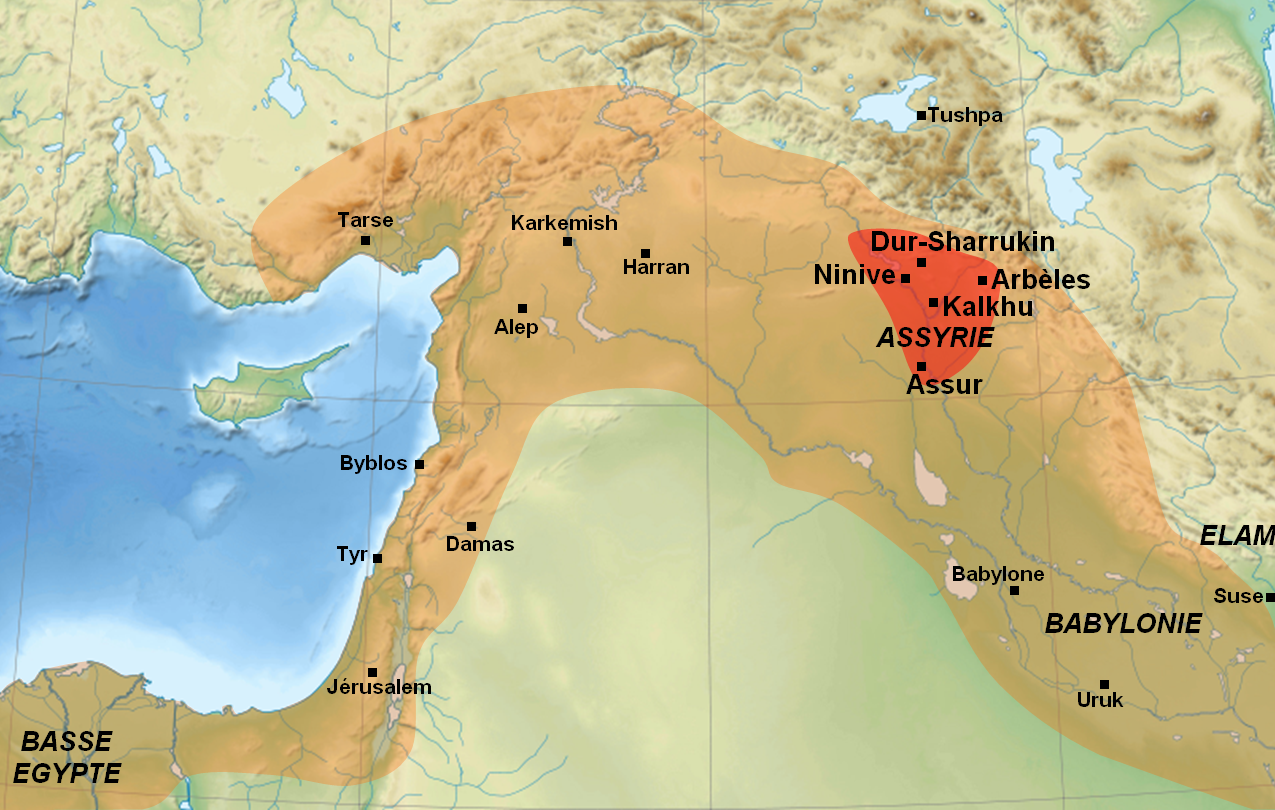
L'Assyrie est une ancienne région du nord de la Mésopotamie qui tire son nom de la ville d'Assur du même nom que sa divinité tutélaire
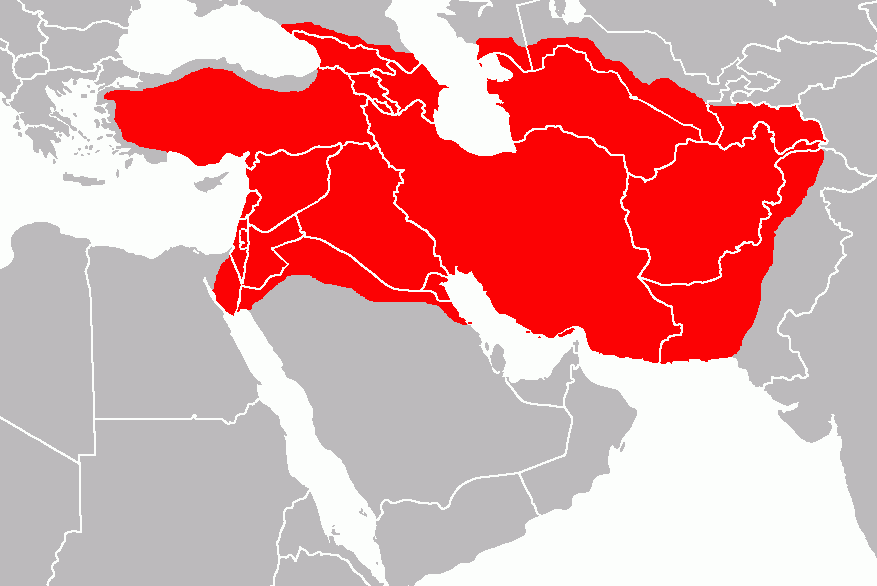
L'empire de Ninos selon Diodore de Sicile